# مانوج ديفيد
مانوج ديفيد (8 فبراير 1975 بكولمبو في سريلانكا - ) هو لاعب كريكت سريلانكي وكندي. شارك مع منتخب كندا الوطني للكريكت.

## وصلات خارجية
- مانوج ديفيد على موقع إي آس بي آن كريك إنفو (الإنجليزية)